# Capadare (paroisse civile)
Pour les articles homonymes, voir Capadare.
Capadare est l'une des quatre paroisses civiles de la municipalité d'Acosta dans l'État de Falcón au Venezuela. Sa capitale est Capadare.

## Environnement
La frange orientale du territoire est occupée par la réserve de faune sauvage de Tucurere qui s'étend également sur les trois autres paroisses civiles de la municipalité d'Acosta : La Pastora, Libertador et de San Juan de los Cayos.

## Démographie
La paroisse civile, outre sa capitale Capadare, comporte un nombre important de localités, principalement situées sur le tracé des routes qui traversent le territoire, la Local-3 :
- Agua Blanca
- Camachina
- Capadare
- Chipuro
- Guarabao
- La Bajura
- La Paloma
- Quebrada Honda
- San Gregorio
- San Juancito
- San Nicolás
- Santa Cruz
- Santa Rosa
- Yaravaco